# Maurizio Ambrosini
Maurizio Ambrosini (Vercelli, 7 ottobre 1956) è un sociologo italiano, noto in Italia per i suoi studi sulle migrazioni.

## Biografia
Insegna sociologia dei processi migratori e sociologia urbana all'Università degli Studi di Milano ed è responsabile scientifico del centro studi sulle migrazioni nel mediterraneo di Genova, dove dirige la rivista "Mondi Migranti". È anche collaboratore de lavoce.info
Ha esposto in più opere i pericoli della cosiddetta integrazione subalterna, e l'utilità delle specializzazioni etniche.

## Opere principali
- Le relazioni industriali nella crisi del "Welfare State", Milano, Vita e Pensiero, 1983
- Non solo automi: risorse umane e relazioni di lavoro nell'impresa che cambia, Milano, Vita e pensiero, 1989
- L' inserimento lavorativo degli immigrati: il caso lombardo, Milano, Fondazione Cariplo per le iniziative e lo studio sulla multietnicita, 1993
- L' impresa della partecipazione: la ricerca della collaborazione dei lavoratori tra politiche aziendali e istituzioni sociali, Milano, F. Angeli, 1996
- Utili invasori: l'inserimento degli immigrati nel mercato del lavoro italiano, Milano, F. Angeli, 1999
- La fatica di integrarsi: immigrati e lavoro in Italia, Bologna, Il Mulino, 2001
- Scelte solidali: l'impegno per gli altri in tempi di soggettivismo, Bologna, Il Mulino, 2005
- Sociologia delle migrazioni, Bologna, Il Mulino, 2005
- Un'altra globalizzazione: la sfida delle migrazioni transnazionali, Bologna, Il Mulino, 2008
- Richiesti e respinti: l'immigrazione in Italia, come e perché, Milano, Il Saggiatore, 2010
- Irregular Immigration in Southern Europe, Cham, Palgrave Mcmillan, 2018[5]